# Liste des évêques de Langres

Armes de l'évêché de Langres.

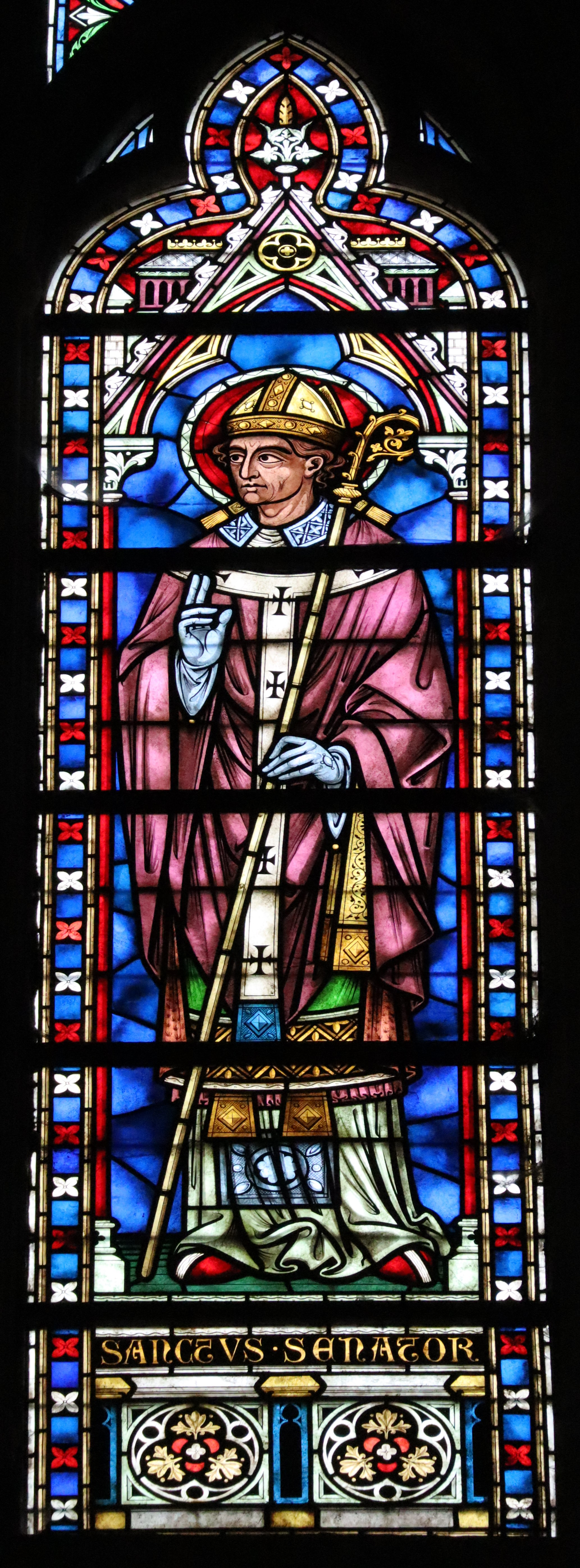
Sénateur tel que figuré sur un vitrail de la cathédrale de Langres.

La liste des évêques de Langres recense le nom des évêques qui se sont succédé sur le siège du diocèse de Langres, dans une région limitrophe de la Champagne et de la Bourgogne, dans l'actuel département de la Haute-Marne, en France. Langres est le siège de l'évêché.
Le diocèse de Langres, dont la fondation remonte à la fin du IIe siècle, est sous l’Ancien Régime l’un des plus grands et des plus prestigieux de France. Ses titulaires, qui étaient ducs et pairs de France, participaient à la cérémonie du sacre des rois de France où ils portaient le sceptre.
Le diocèse de Langres comprenait en 1730 les pays de Tonnerre, de Bar-sur-Seine, de Bar-sur-Aube, de Chaumont, de Châtillon-sur-Seine et de Dijon, s’étendant ainsi sur plusieurs départements actuels : la Haute-Marne, les Vosges, la Côte-d'Or et en partie ceux de la Meuse et de Meurthe-et-Moselle.
Il était voisin du diocèse de Toul au nord (diocèse qui relevait du Saint-Empire romain germanique et n'est devenu français qu'en 1648, et la Lorraine en 1766), de celui de Besançon au sud-est (la  Franche-Comté relevait aussi de l'Empire et n'est rattachée à la couronne qu'en 1678), et de celui de Chalon(-sur-Saône) et d'Autun au sud-ouest qui relevaient quant à eux du duc de Bourgogne en conflit avec la France jusqu'au règne de Louis XI.
Ainsi, le diocèse de Langres ne touchait-il à des diocèses français qu'au nord-ouest par le diocèse de Troyes (aux  comtes de Champagne donc à la couronne) et celui de Sens (au domaine royal), et à l'est avec le diocèse d'Auxerre (à la couronne) ; ce qui faisait dire au dauphin Charles, futur Charles V, que Langres était « assise ès frontières du royaume ».
Ce n'est qu'en 1731 que le diocèse de Dijon a été créé, puis détaché de celui de Langres dont l'évêque perdait sa résidence préférée.

## Histoire
Un concile provincial eut lieu à Langres en 830 : l’évêque Albéric y accueillit Louis le débonnaire, fils de Charlemagne et son fils Lothaire Les évêques ont eu un temps le droit de battre monnaie.
Le duc Hugues III de Bourgogne donne le titre de comte de Langres à son oncle Gauthier, alors évêque de Langres, en 1179. Le roi Louis VII y ajoutera la pairie et Philippe-Auguste titrera les évêques ducs, en confirmant la pairie. Dès le XIIe siècle, ducs et pairs de France, ils ont un rôle important durant le sacre des rois de France : ils tiennent le sceptre. Après les onctions, au moment du couronnement, ils tiennent aussi la couronne, avec les onze autres Grands Pairs, acteurs importants du sacre, au-dessus de la tête du roi, avant que l’archevêque de Reims, seul, ne la pose sur la tête du monarque. Grands vassaux, mais étant pairs, ils participent aux affaires générales du royaume, et nombre d’autres grands seigneurs doivent leur rendre hommage.
En 1731, à l’occasion de la création de l’évêché de Dijon, ils perdent plus de 130 paroisses, et sept abbayes. De 1791 à 1802, le siège épiscopal fut occupé par un évêque constitutionnel, et la superficie de l’évêché fut réduite au seul département de la Haute-Marne. En 1802, le concordat supprima purement et simplement l’évêché, les vues de De La Luzerne, évêque titulaire de jure n’étant pas appréciées du nouveau régime impérial qui se créait. L’évêché fut rétabli en 1823, sous le règne de Louis XVIII.
Le siège de l'évêché a été transféré à Chaumont parce que c'est la préfecture de la Haute-Marne, tout en continuant de s'appeler évêché de Langres.
Sept évêques de Langres furent canonisés, et trois ont obtenu la pourpre cardinalice.
Guillaume de Joinville, devenu archevêque de Reims, sacrera Louis VIII roi de France.

## Liste des évêques de Langres

### Antiquité
- Vers 200 : saint Sénateur, canonisé.
- Vers 240 : saint Juste.
- Vers 264 : saint Didier, fêté le 23 mai[2],[3].
- Vacance du siège épiscopal pendant 20 ans.
- 284-301 : Martin.
- 301-327 : Honoré.
- 327-375 : saint Urbain, canonisé[n 1].
- 375-410 : Paulin I.
- 410-411 : Didier II (Desiderius), aurait été décapité en 411 à Langres par les Vandales.
- 411-448 : Fraterne I.
- 448-455 : Fraterne II.
- 456-484 : saint Apruncule, canonisé[n 2].
- 485-490 : Armentaire.
- 490-493 : Venance.
- 493-498 : Paulin II ou Paul.

### Haut Moyen Âge
- 498-501 : Patient.
- 501-506 : Albiso.
- 506-539 : saint Grégoire, canonisé, élu évêque après son veuvage à 57 ans. Il fut pendant quarante ans comte du pays d'Autun. Il est l'arrière-grand-père de Grégoire de Tours. Il est à l'origine selon la légende, de la fondation de l'abbaye Saint-Bénigne de Dijon.
- 540-572 : Tétrice, fils du précédent. Canonisé.
- 572-583 : Pappolus/Papoul.
- 583-595 : Mummole le Bon.
- 595-618 : Miget.
- 618-628 : Modoald.
- 628-650 : Berthoald.
- 650-660 : Sigoald.
- 660-670 : Wulfrand.
- 670-680 : Godin.
- 680-682 : Adoin.
- 682-690 : Garibald.
- 690-713 : Héron.
- 713-742 : Eustorge.
- Le diocèse est alors administré pendant dix ans par un fils naturel de Charles Martel, Remi, qui ne fut pas évêque de Langres.
- mort vers 759 : Vaudier.
- 759-772 : saint Herulphe, canonisé.
- 772-778 : Ariolf, (ou Hariolf), frère du précédent.
Certains historiens pensent que Herulphe et Hariolf sont un seul et même personnage, abbé d'Ellwangen et évêque de Langres.
- 778-790 : Baldric (ou Waltrich) serait le Waldricus, 20e abbé de l'abbaye Saint-Bénigne de Dijon[4].
- 790-820 : Belto.
- 820-838 : Albéric, tint un concile provincial en présence de l’empereur Louis le Pieux, fils de Charlemagne. Il fit adopter la règle de saint Benoît à l'abbaye Saint-Pierre de Bèze et la fit reconstruire. Il y fut inhumé.
- Vers 850 : Teutraldus, abbé de l'abbaye Saint-Bénigne de Dijon[5].
- 838-856 : Thibaut I.
- 859-880 : Isaac.
- 880-891 : Gilon de Tournus
nommé par Boson de Provence. Il fait le pèlerinage de Saint-Jacques de Compostelle, en rapporte des reliques de saint Prudent d'une chapelle de Narbonne ; en 883, il donne ces reliques à l'abbaye Saint-Pierre de Bèze. Également abbé de l'abbaye Saint-Philibert de Tournus. Il est inhumé au monastère de Bèze.[réf. souhaitée]
- 891–899 : Thibaut II.
- 899-901 : Argrin (Agrinus), abdique.
- 909-922 : Garnier I (Warnerius).
- 922-931 : Gosselin II de Bassigny ou Josselin (Gotzelinus).
- 932 : Lethéric (Letericus), siège moins d'une année.
- 932-948 :  Héry/Heiric/Héric/Henri (Ericus).
- 948-967/970 (?) : Achard (Achardus),
fils du comte de Tonnerre.
- 973-980 : Widric, Vildric (Widricus)[6].

### Moyen Âge central
- 980-1016 : Brunon ou Brun de Roucy[6].
- 1016-1031 : Lambert de Bassigny.
- 1031 : Richard, siège à peine une année.
- 1031-1049 : Hugues Ier de Breteuil, déposé pour simonie.
- 1050-1065 : Harduin de Tonnerre
fils de Rainard/Renaud Ier, comte de Tonnerre et probablement un parent du précédent[7],[8].
- 1065-1085 : Hugues-Renaud de Bar (Rainardus), dit Renaud[9], Hugues Renaud[10],[11]
fils de Milon III, comte de Tonnerre et de Bar-sur-Seine, cousin du précédent[8].
- 1085-1110 : Robert I de Bourgogne, 
fils d’Henri de Bourgogne.
- 1113-1125 : Joceran de Brancion, démissionne.
- 1125-1136 : Guillenc d'Aigremont.
- 1136-1138 : Guillaume Ier de Sabran.
- 1138-1163 : Geoffroy de La Roche-Vanneau, ou Godefroy, cousin de Bernard de Clairvaux et ancien abbé de Fontenay[n 3].
- 1163-1179 : Gauthier de Bourgogne (précédemment évêque de Besançon)
oncle du duc de Bourgogne Hugues III, qui le nomme comte de Langres[1].
- 1179-1193 : Manassès de Bar-sur-Seine.
- 1193-1199 : Garnier II de Rochefort, ancien abbé d'Auberive et de Clairvaux.
- 1200-1203 : Hilduin de Vendeuvre (mort en 1203).
- 1203-1209 : Robert II de Châtillon (mort en 1209).
- 1210-1219 : Guillaume II de Joinville (mort en 1226), devient ensuite archevêque de Reims.
- 1219-1232 : Hugues III de Montréal (mort en 1232).
fils d'Anséric IV, seigneur de Montréal et sénéchal de Bourgogne.
- 1232-1242 : Robert III de Thourotte (mort en 1246), puis prince-évêque de Liège.
- 1242-1250 : Hugues IV de Rochecorbon (mort en 1250).
- 1250-1266 :  Guy I de Rochefort (mort en 1266).
- 1268-1290/1291 : Gui II de Genève (mort vers 1290/1291).
- 1294-1305 : Jean I de Rochefort (mort en 1305).

### Moyen Âge tardif
- 1305-1306 : Bertrand de Goth (mort en 1313)
oncle du pape Clément V, était auparavant évêque d'Agen, puis redevient évêque d'Agen en 1306.
- 1306- 1318 : Guillaume III de Durfort (mort en 1330), devient ensuite archevêque de Rouen.
- 1318-1324 :  Louis I de Poitiers (mort en 1327), ancien évêque de Viviers, nommé prince-évêque de Metz en 1324.
- 1324-1329 : Pierre I de Rochefort (mort en 1329).
- 1329-1335 : Jean de Chalon (mort en 1335).
- 1335-1338 : Guy III Baudet (mort en 1338)[13].
- 1338-1342 : Jean III des Prez (mort en 1349), devient ensuite évêque de Tournai.
- 1342-1344 : Jean IV d'Arcy (mort en 1344), précédemment évêque de Mende, puis évêque d'Autun.
- 1344-1345 : Hugues V de Pomarc (mort en 1345).
- 1345-1374 : Guillaume de Poitiers (mort en 1374).
- 1374-1395 : Bernard de la Tour d'Auvergne (mort en 1395).
- 1397-1413 : Louis II de Bar (mort en 1430), précédemment évêque de Poitiers, puis évêque de Châlons-en-Champagne et ensuite cardinal, puis évêque de Verdun.
- 1413-1433 : Charles I de Poitiers (mort en 1433), précédemment évêque de Chalons.
- 1433 : Jean V Gobillon (mort vers 1435), évêque non sacré.
- 1433-1452 : Philippe I de Vienne (mort en 1452).
- 1452-1453 : Jean VI d'Aussy (mort en 1453).
- 1453-1481 : Guy IV Bernard (mort en 1481).
- 1481-1497 : Jean VII d'Amboise (mort en 1497), précédemment évêque de Maillezais.

### Époque moderne
- 1497-1512 : Jean VIII d'Amboise (mort en 1512), neveu du précédent.
- 1512-1529 : Michel Boudet (mort en 1529), pair de France.
- 1530-1562 : Claude de Longwy (mort en 1561), précédemment évêque de Mâcon, devient ensuite évêque d'Amiens et cardinal.
- 1562-1565 : Louis III de Bourbon, dit Jacques Helvis (mort en 1565), fils illégitime de Louis de Bourbon, prince de la Roche-sur-Yon.
- 1566-1568 : Pierre II de Gondi, cardinal, devient ensuite évêque de Paris, également abbé commendataire des abbayes Saint-Aubin-d'Angers, La Chaume, Sainte-Croix de Quimperlé et Buzay.
- 1569-1615 : Charles II de Pérusse des Cars (1522-1614), précédemment évêque de Poitiers.
- 1615-1655 : Sébastien I Zamet (1587-1655), installe les Oratoriens au séminaire.
- 1655-1670 : Louis IV Barbier de La Rivière (mort en 1670).
- 1671-1695 : Louis-Armand de Simiane (1627-1695).
- 1696-1724 : François-Louis de Clermont-Tonnerre (1658-1724), ami des Jésuites, construit le Petit évêché, participe aux Assemblées générales du clergé de France qui eurent trait au jansénisme en 1700 et 1713, et publia par ordonnance en 1714 une Instruction pastorale et publication de la constitution de Clément XI portant condamnation de l'ouvrage de Quesnel.
- 1724-1733 : Pierre III de Pardaillan de Gondrin, dit d'Antin (1692-1733), a tenu un journal précis de la vie à Langres durant son épiscopat. Il lutte avec vigueur contre le jansénisme et crée le diocèse de Dijon.
- 1734-1770 : Gilbert Gaspard de Montmorin de Saint-Hérem (1691-1770), précédemment évêque titulaire de Sidon, évêque d'Aire-sur-l'Adour, combat le jansénisme qui a infesté le diocèse.
- 1770-1802 : César-Guillaume de La Luzerne. Il refusa la constitution civile du clergé. Il démissionna en 1802 lorsque l'évêché fut supprimé. Il fut fait cardinal en raison de son attitude courageuse pendant cette période.

### Période révolutionnaire
- 1791-1801 : Antoine-Hubert Wandelaincourt, évêque constitutionnel du diocèse de la Haute-Marne, non reconnu par l’Église catholique.
- Suppression de l’évêché pendant 21 ans.

### Époque contemporaine
| Nom                                  | Portrait | Armoiries | Date de Début     | Date de fin       | Notes                                          |
| ------------------------------------ | -------- | --------- | ----------------- | ----------------- | ---------------------------------------------- |
| Gilbert-Paul Aragonès d'Orcet        |          |           | 25 janvier 1824   | 20 juin 1832      |                                                |
| Jacques-Marie-Adrien Césaire Mathieu |          |           | 20 février 1833   | 30 septembre 1834 | Cardinal, il deviendra archevêque de Besançon. |
| Pierre-Louis Parisis                 |          |           | 8 février 1835    | 5 septembre 1851  | Il deviendra évêque d'Arras                    |
| Jean-Jacques Guerrin                 |          |           | 15 mars 1852      | 19 mars 1877      |                                                |
| Guillaume-Marie Frédéric Bouange     |          |           | 21 septembre 1877 | 5 mai 1884        |                                                |
| Alphonse Martin Larue                |          |           | 10 juillet 1884   | août 1899         | Il deviendra archevêque de Pelisium            |
| Sébastien II Herscher                |          |           | 24 février 1900   | 24 décembre 1910  |                                                |
| Olivier-Marie de Durfort             |          |           | 9 février 1911    | 17 décembre 1918  | Il deviendra évêque de Poitiers.               |
| Théophile-Marie Louvard              |          |           | 10 mars 1919      | 31 octobre 1924   | Il deviendra évêque de Coutances-et-Avranches. |
| Jean-Baptiste Thomas                 |          |           | 24 juin 1925      | 16 janvier 1929   |                                                |
| Louis-Joseph Fillon                  |          |           | 24 septembre 1929 | 17 février 1935   | Il deviendra archevêque de Bourges.            |
| Georges Choquet                      |          |           | 25 juillet 1935   | 11 février 1938   | Il deviendra évêque de Tarbes et Lourdes.      |
| Firmin Lamy                          |          |           | 21 septembre 1938 | 5 juin 1939       |                                                |
| Louis V Chiron                       |          |           | 7 décembre 1939   | 15 janvier 1964   |                                                |
| Alfred-Joseph Atton                  |          |           | 15 janvier 1964   | 5 août 1975       |                                                |
| Lucien Daloz                         |          |           | 5 août 1975       | 12 décembre 1981  | Il deviendra archevêque de Besançon.           |
| Léon Taverdet                        |          |           | 14 octobre 1981   | 16 décembre 1999  |                                                |
| Philippe II Gueneley                 |          |           | 16 décembre 1999  | 21 janvier 2014   |                                                |
| Joseph de Metz-Noblat                |          |           | 21 janvier 2014   |                   |                                                |

## Sceaux conservés
- Langres (Hardouin, évêque de) s. d. [1049 ?] Ch 1561*
- Langres (évêque de ?) Faux ou sceau rattaché ? s. d. [fin du XIe siècle ?] Ch 1562*
- Langres (Robert [Ier de Bourgogne], évêque de) [1104] Ch 1563*
- Langres (Wilencus, évêque de) 1135 Ch 1564
- Langres (Godefroi, évêque de) 1147 Ch 1565*
- Langres (Gautier [de Bourgogne], évêque de) s. d. [1163/1179] Ch 1566
- Langres (Gautier [de Bourgogne], évêque de). Sceau détachés. d. [1163/1179] Ch 1567*
- Langres (Manassès, évêque de). Sceau détaché, s. d. [1179/1193] Ch 1568*
- Langres (Garnier [II de Rochefort], évêque de) 1194 Ch 1569*
- Langres (Hilduin [de Vendeuvre], évêque élu de) 1200 Ch 1570 Le même 1202 Ch 1571*
- Langres (Robert [II de Châtillon], évêque de) 1206/1207 Ch 1572
- Langres (Guillaume [II de Joinville], évêque de) 1210 Ch 1573
- Langres (Garnier [II de Rochefort],ex évêque de) 1216/1217 Ch 1574*
- Langres (Hugues [II de Montréal], évêque de) 1231 Ch 1575
- Langres (Hugues [III de Rochecorbon], évêque de) 1246 Ch 1576*
- Langres (Guy [Ier de Rochefort], évêque de) 1253 Ch 1577
- Langres (Guy [II de Genève], évêque élu de) 1266 Ch 1578*
- Langres (Guy [II de Genève], évêque de) 1278 Ch 1579
- Langres (maître Regnaud, physicien de Guy [II de Genève], évêque de) 1290 Ch 1392
- Langres (Guillaume [III de Durfort], évêque de). Face non moulée (Douët d’Arcq, n° 6625) 1315 Ch 1580 bis*
- Langres (Jean [des Prez], évêque de) 1338 Ch 1581
- Langres (Jean [IV] d’Arcy, évêque de) 1343 Ch 1582
- Langres (Guillaume [IV de Poitiers], évêque de) 1348 Ch 1585
- Langres (Guillaume [IV de Poitiers], évêque de). Scel aux causes 1359 Ch 1583

- Langres (Guillaume [IV de Poitiers], évêque de). Petit sceau 1369 Ch 1584
- Langres (Bernard [de la Tour], évêque duc de) 1377 Ch 1586*
- Langres (Bernard [de la Tour], évêque de). Sceau de la chambre 1381 Ch 1587
- Langres (Bernard [de la Tour], évêque de). Signet 1386 Ch 1588
- Langres (Louis [II] de Bar, cardinal diacre de Sainte-Agathe, évêque de) 1401 Ch 1450
- Langres (Louis [II] de Bar, cardinal diacre de Sainte-Agathe, administrateur perpétuel des évêché et duché de) 1403                  Ch 1451*
- Langres (Louis [II] de Bar, cardinal prêtre des Douze apôtres, administrateur perpétuel des église, évêché et duché de) 1401 Ch 1452*
- Langres (Charles [Ier de Poitiers], évêque et duc de). Petit sceau 1420 Ch 1589
- Langres (Charles [Ier de Poitiers], évêque et duc de) 1422 Ch 1590
- Langres (Philippe de Vienne, évêque de). Petit sceau 1449 Ch 1591
- Langres (Guy [IV] Bernard, évêque de), pair de France 1460 Ch 1592
- Langres (Guy [IV] Bernard, évêque et duc de), pair de France. Grand sceau 1477 Ch 1593
- Langres (Jean [VII] d’Amboise, évêque et duc de), pair de France. Sceau de la chambre 1490 Ch 1595                  * Langres (Jean [VIII] d’Amboise, évêque et duc de). Sceau de vicariat à Dijon 1504 Ch 1596
- Langres (Jean [VIII] d’Amboise, évêque de). Sceau de vicariat 1509 Ch 1594
- Langres (Jean [VIII] d’Amboise, évêque et duc de), pair de France. Sceau de la chambre 1510 Ch 1597
- Langres (Michel Boudet, évêque et duc de), pair de France. Sceau de la chambre 1525 Ch 1598
- Langres (Claude de Givry, cardinal prêtre de Sainte-Agnès en Agone, évêque et duc de). Sceau de la chambre 1537                Ch 1467*
- Langres et Poitiers (Claude de Longvy, cardinal de Givry, évêque de). Sceau de la chambre 1547 Ch 1472
- Langres (Pierre [II] de Gondi, évêque de) 1566 Ch 1599
- Langres (Charles [II] des Cars, évêque et duc de) 1605 Ch 1600
- Langres (Charles [II] des Cars, évêque et duc de). Sceau de la chambre 1601 Ch 1601
- Langres (Sébastien Zamet, évêque de, pair de France) 1635 Ch 1602
- Langres (Étienne Jean, licencié ès lois, official de, vicaire général de l’évêque de) 1381 Ch 1702*